# Clathria nidificata
Clathria nidificata är en svampdjursart som först beskrevs av James Barrie Kirkpatrick 1907.  Clathria nidificata ingår i släktet Clathria och familjen Microcionidae. Inga underarter finns listade i Catalogue of Life.